# Parti Radical-Socialiste Camille Pelletan
De Parti Radical-Socialiste Camille Pelletan, Nederlands: Radicaal-Socialistische Partij Camille Pelletan, was een politieke partij in Frankrijk, die in mei 1934 in Clermont-Ferrand tijdens het partijcongres van de Parti Radical-Socialiste (PRS) ontstond, toen een groep linkse leden van de PRS zich uitspraken tegen de deelname van de PRS aan de centrumrechtse regering-Doumergue II. De groep opposanten stond onder leiding van Gabriel Cudenet en scheidde zich van de PRS af toen bleek dat de meerderheid van de afgevaardigden vond dat de ministers van de PRS in de regering gewoon moesten aanblijven. De Parti Radical-Socialiste Camille Pelletan voer een progressief-liberale koers.
De partij werd naar Camille Pelletan, 1846-1915, genoemd, die het socialistische gedachtegoed had verdedigd.
De Parti Radical-Socialiste Camille Pelletan sloot zich in 1936 bij de fractie Gauche Indépendante in de Assemblée nationale van het linkse Volksfront, of Front Populaire, van Léon Blum aan. De partij schoof later naar rechts op en stemde op 10 juli 1940, na de Franse nederlaag tegen nazi-Duitsland, voltallig vóór het verlenen van bijzondere volmachten aan maarschalk Philippe Pétain. Cudenet en andere leden van de PRS Camille Pelletan keerden na de Tweede Wereldoorlog naar de Parti Radical-Socialiste terug. Cudenet werd een van de leiders van de rechtervleugel van de PRS en was voorzitter van de Rassemblement des Gauches Républicaines, de coalitie van centrumrechtse partijen.